# برج فلورنسا
برج فلورنسا (بالفرنسية: Tour Florentine de Buire) يقع البرج في بلدة بييه (بالفرنسية: Buire) في شمال فرنسا، بني البرج على أن يكون مربع إشارة للقطارات على ارتفاع 50 متر، ومنذ 6 نوفمبر 1995 تم تصنيف البرج على أنه نصب تاريخي وأحد مواقع التراث الوطني لفرنسا، صمم البرج من قبل المهندس المعماري الفرنسي غوستاف اومبدنستوك والمهندس راؤول دوتري، وقد تقرر بناء البرج بعد تطوير محطة السكة الحديدية في هيرسون، والتي أصبحت مفترق طرق السكك الحديدية الفرنسية الثانية في أوائل القرن العشرين، بني البرج في عامي (1920 - 1921) من الخرسانة المسلحة، كما بني البرج على النمط التقليدي لأبراج الكنائس.

## أجزاء البرج
يتألف البرج من ستة طوابق:
- الطابق الأرضي: خصص لدخول الكوابل.
- الطابق الأول: مخزن.
- الطابق الثاني: غير معين.
- الطابق الثالث: ورشة عمل صغيرة.
- الطابق الرابع: طابق صحي.
- الطابق الخامس: غرفة التبديلات.
- الطابق السادس: غرفة التحكم مع لوحة ضوئية لتبديل السكك الحديدية في مورس.

في أوجها نشاط البرج، تم تجهيزه بأربع ساعات (واحد لكل اتجاه) يبلغ قطر الساعة 3.20 متر، وقد تخلة عنه الحكومة الفرنسية في تفجيرات عام 1944.

## الصور

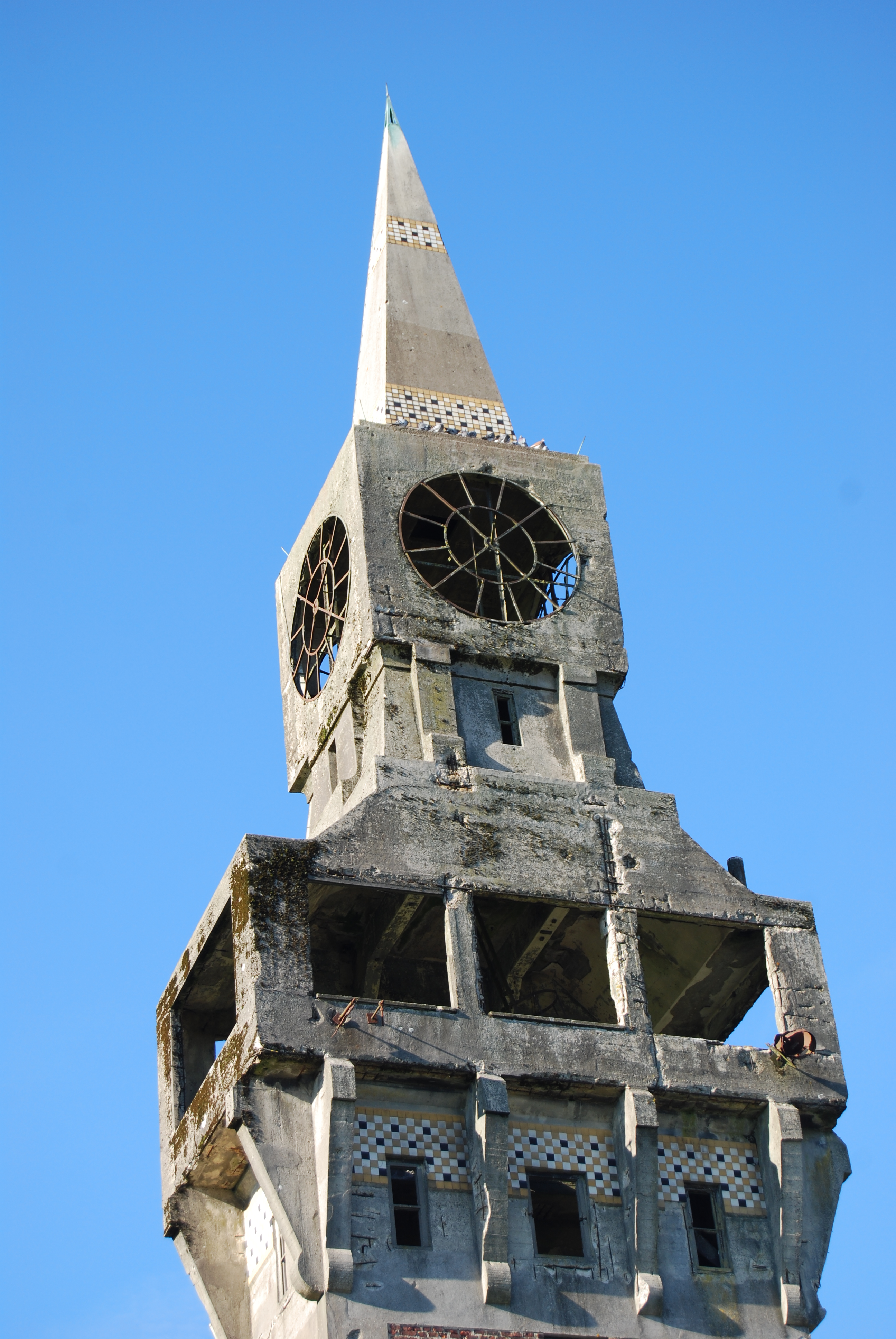
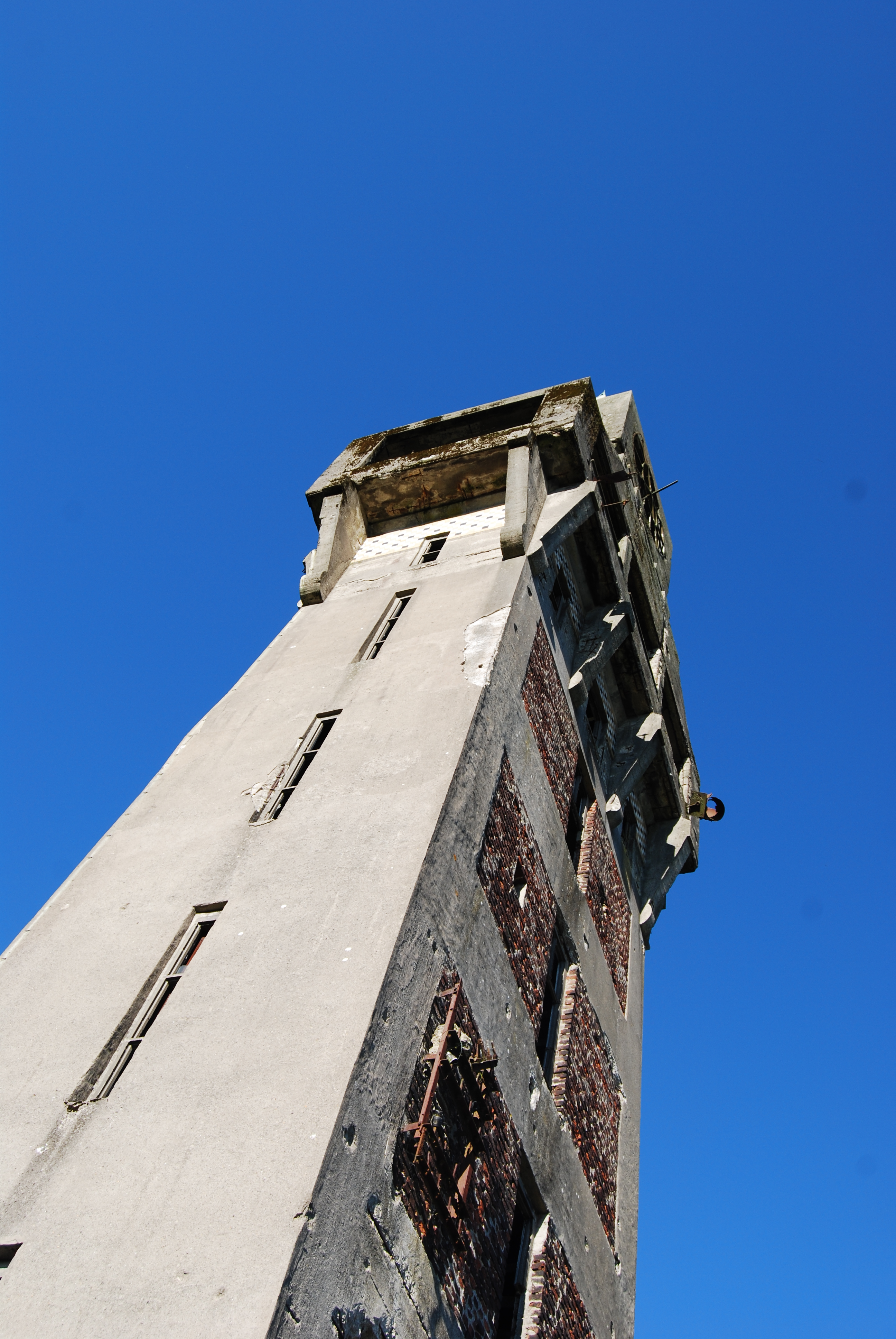
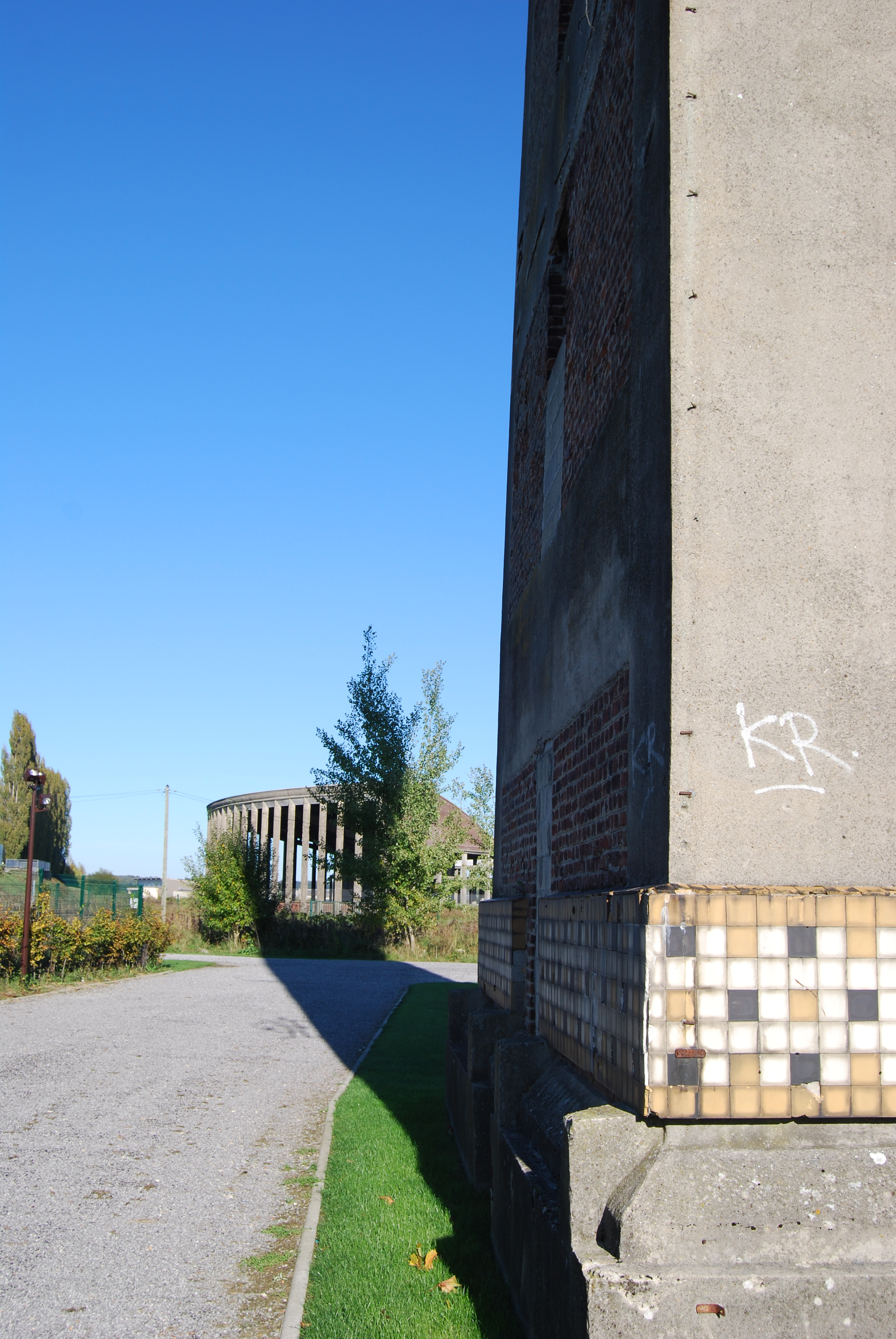
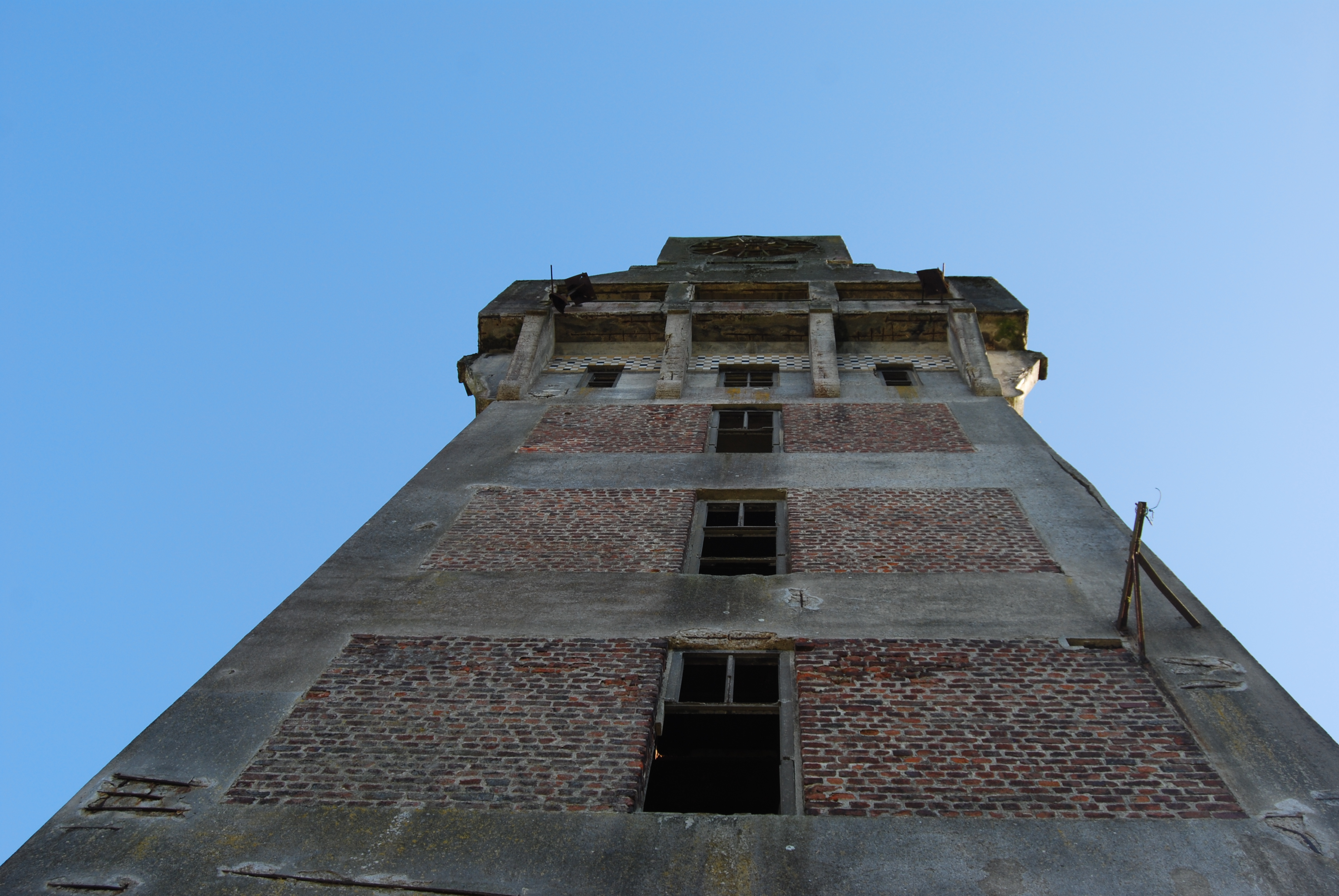
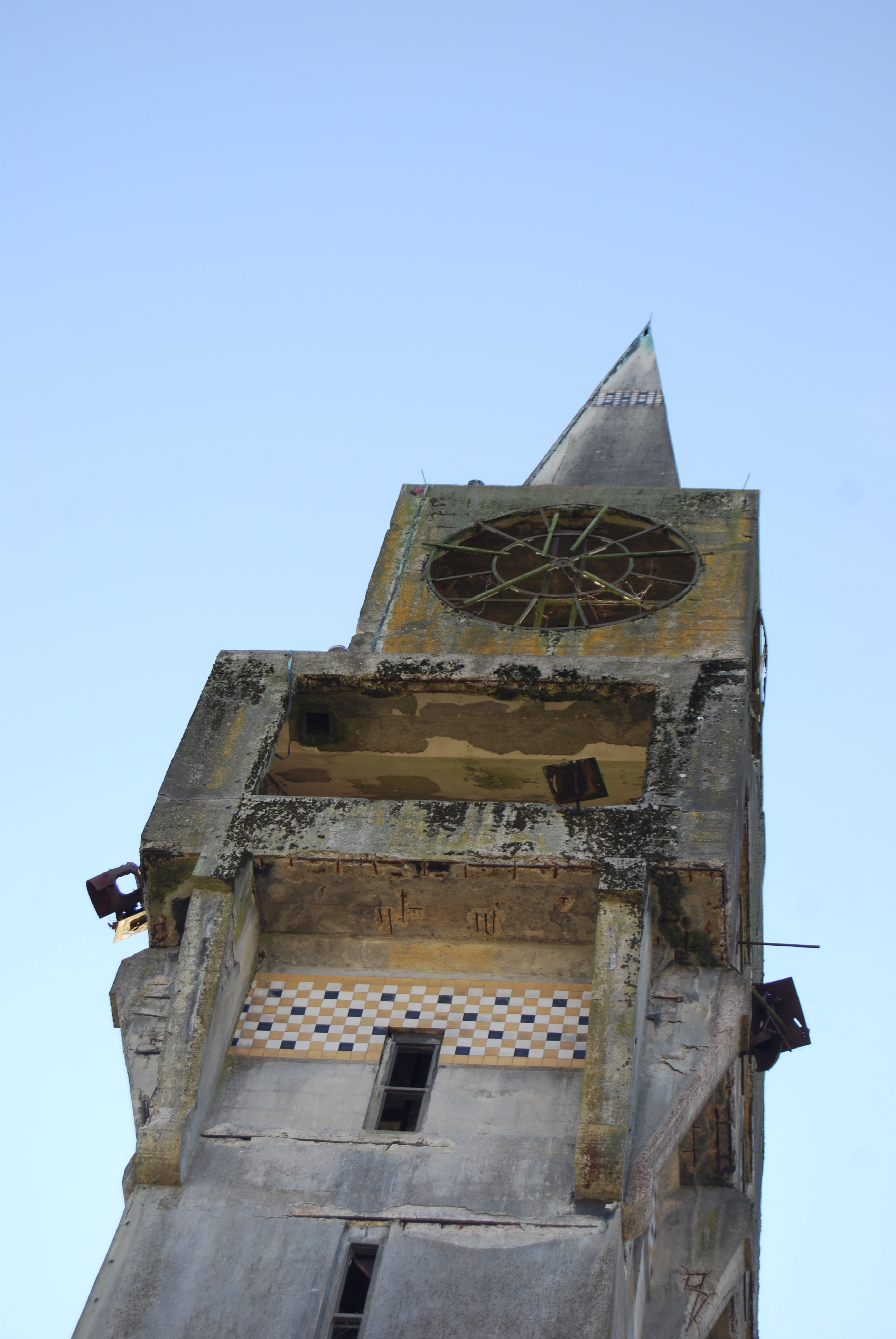
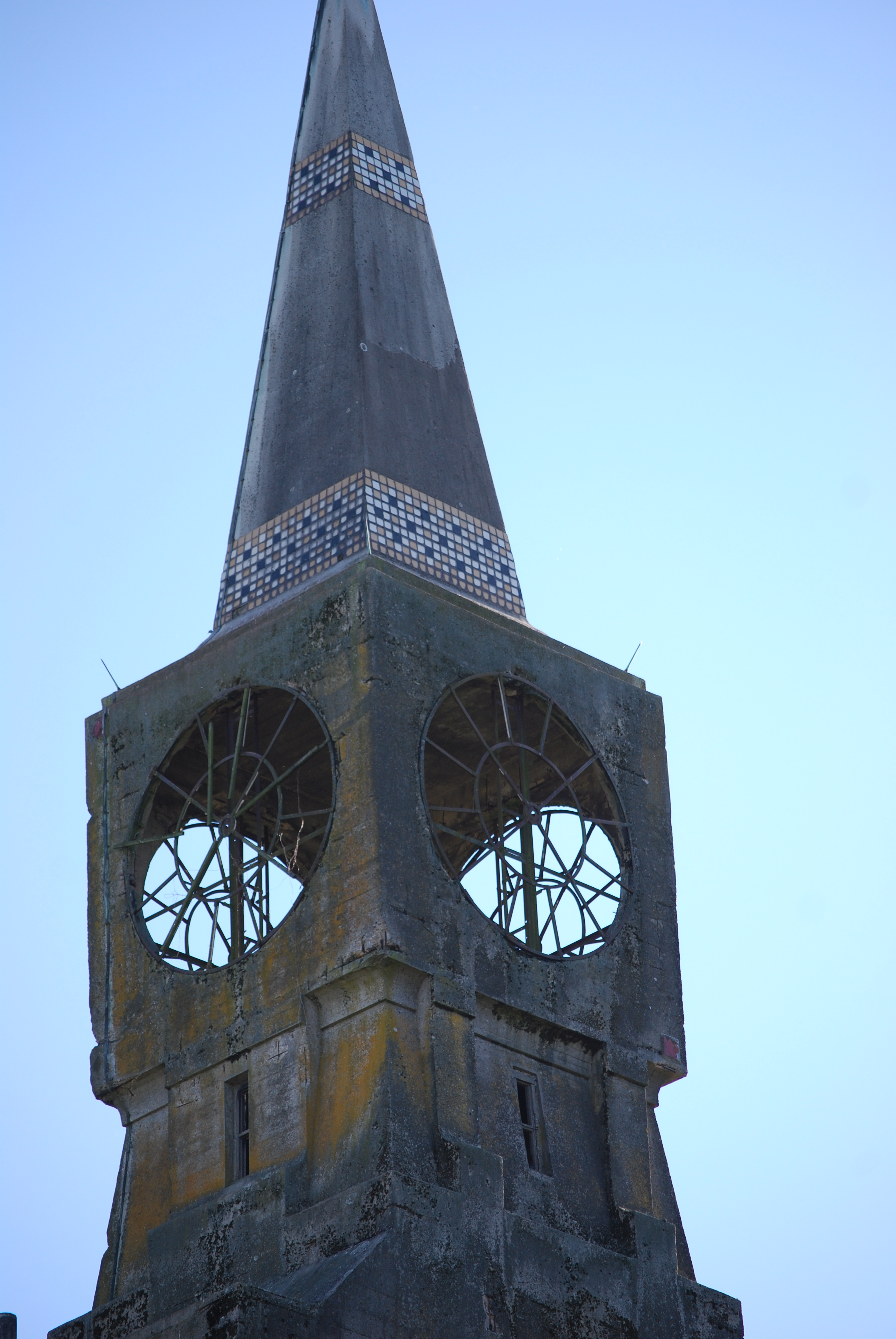
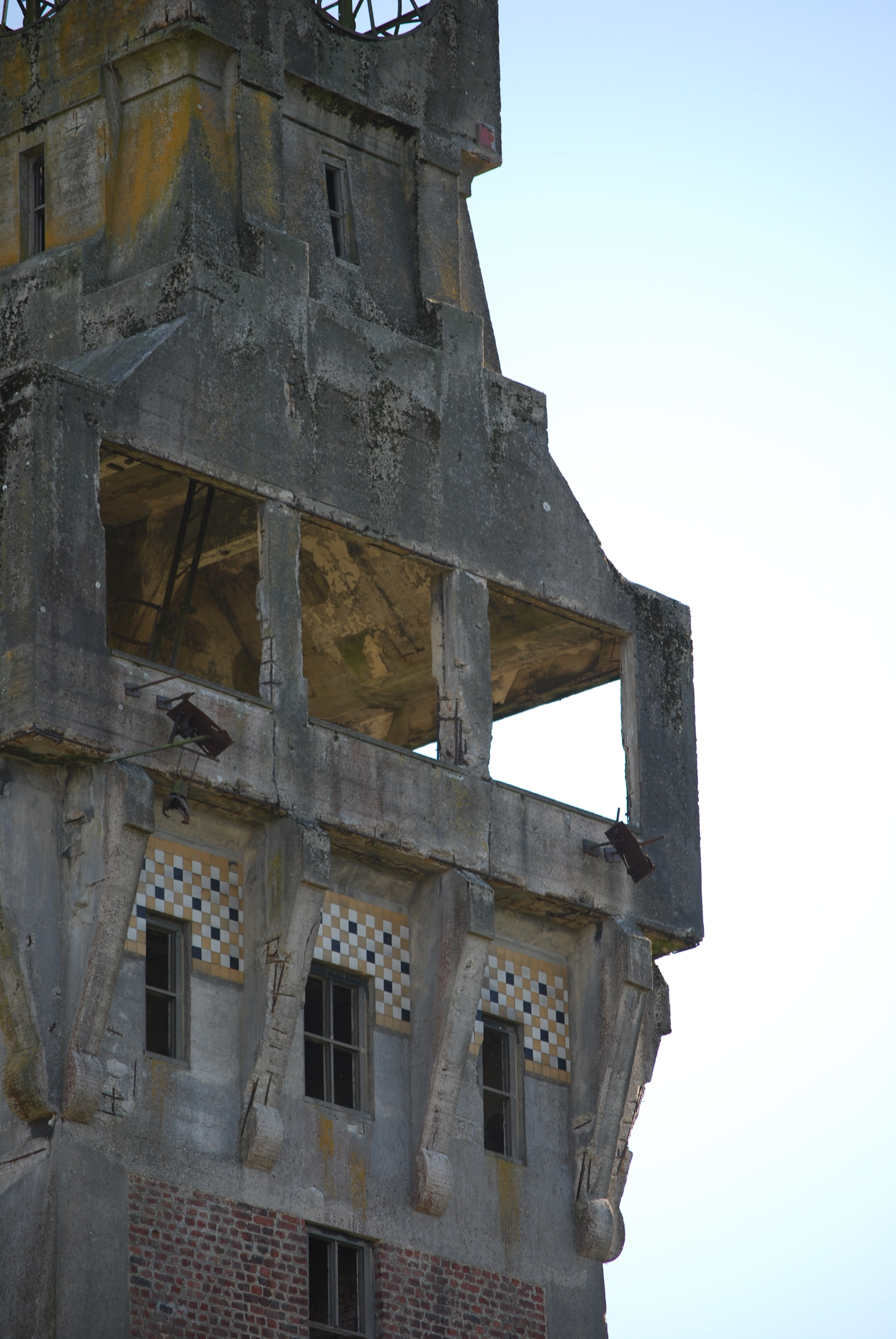
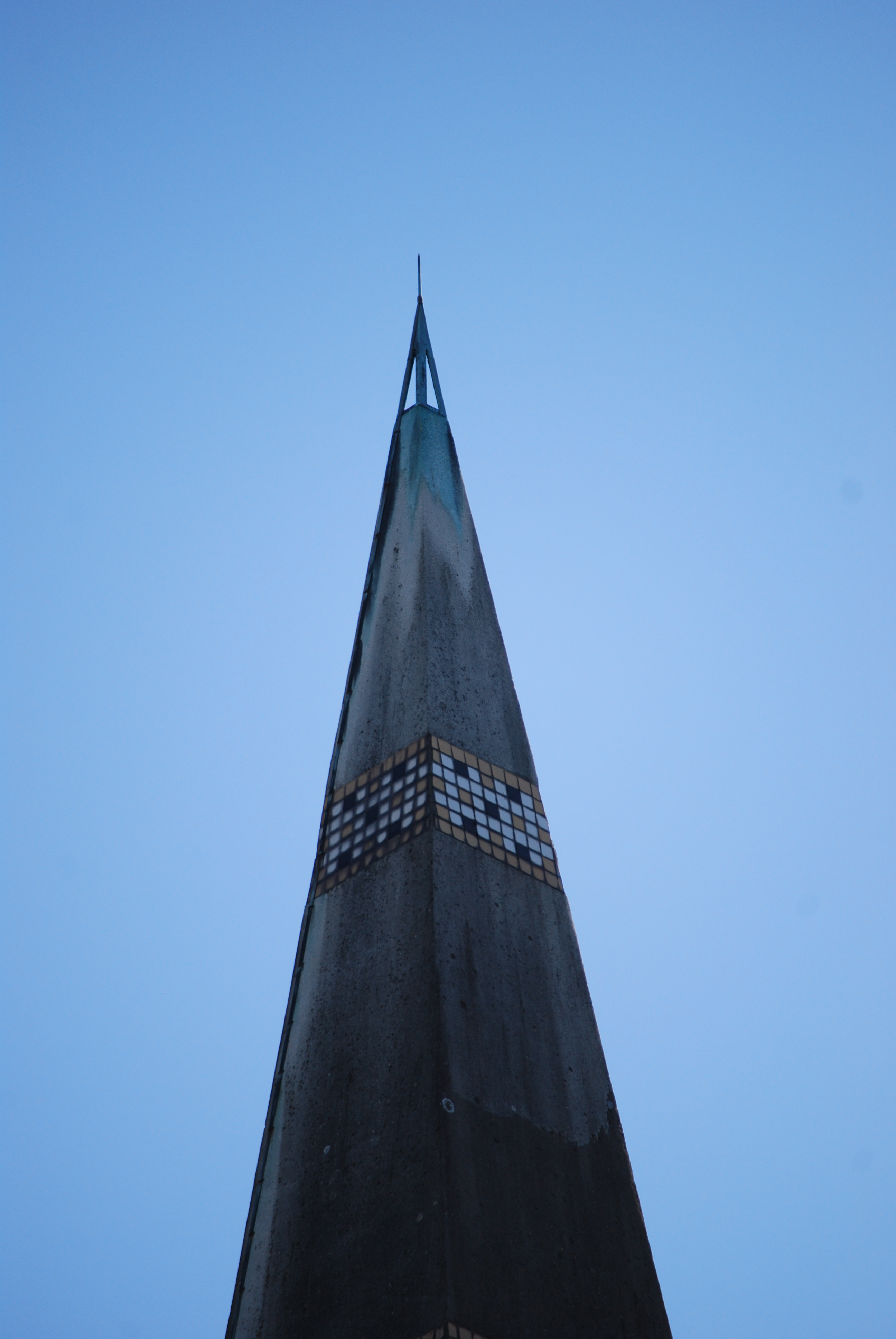